# Отвлечённый парень

Отвлечённый парень

Отвлечённый парень — интернет-мем, основанный на стоковой фотографии 2015 года испанского фотографа Антонио Гиллема. Пользователи социальных сетей начали использовать это изображение в качестве мема в начале 2017 года, и оно стало вирусным в августе 2017 года.
Стоковое изображение было сделано в городе Жирона (Испания) в середине 2015 года. Оно было загружено в «Shutterstock» с подписью: «Неверный мужчина, идущий со своей девушкой и поражённый другой соблазнительной девушкой».
Парень и девушка на фотографии известны под своими сценическими именами «Марио» и «Лаура». «Лаура» позже описала опыт съёмки: «Когда люди видели, как мы изображаем эти сцены на улице, они решали остановиться, чтобы посмотреть и посмеяться, из-за чего мне было трудно сделать серьёзное лицо».